# Ismaeel Mohammad
Ismaeel Mohammad, né le 5 avril 1990 à Doha, est un footballeur international qatarien, évoluant au poste d'attaquant à Al-Duhail SC.

## Biographie

### En équipe nationale
Il participe avec l'équipe du Qatar à la Coupe d'Asie des nations 2015 organisée en Australie.
Le 11 novembre 2022, il est sélectionné par Félix Sánchez Bas pour participer à la Coupe du monde 2022.

## Palmarès

### En club
- Vainqueur de la Coupe du Golfe des nations en 2014 avec l'équipe du Qatar
- Champion du Qatar en 2012, 2014 et 2015 avec le Lekhwiya SC
- Vainqueur de la Coupe de Qatar en 2013 avec le Lekhwiya SC